# ミドルパワー

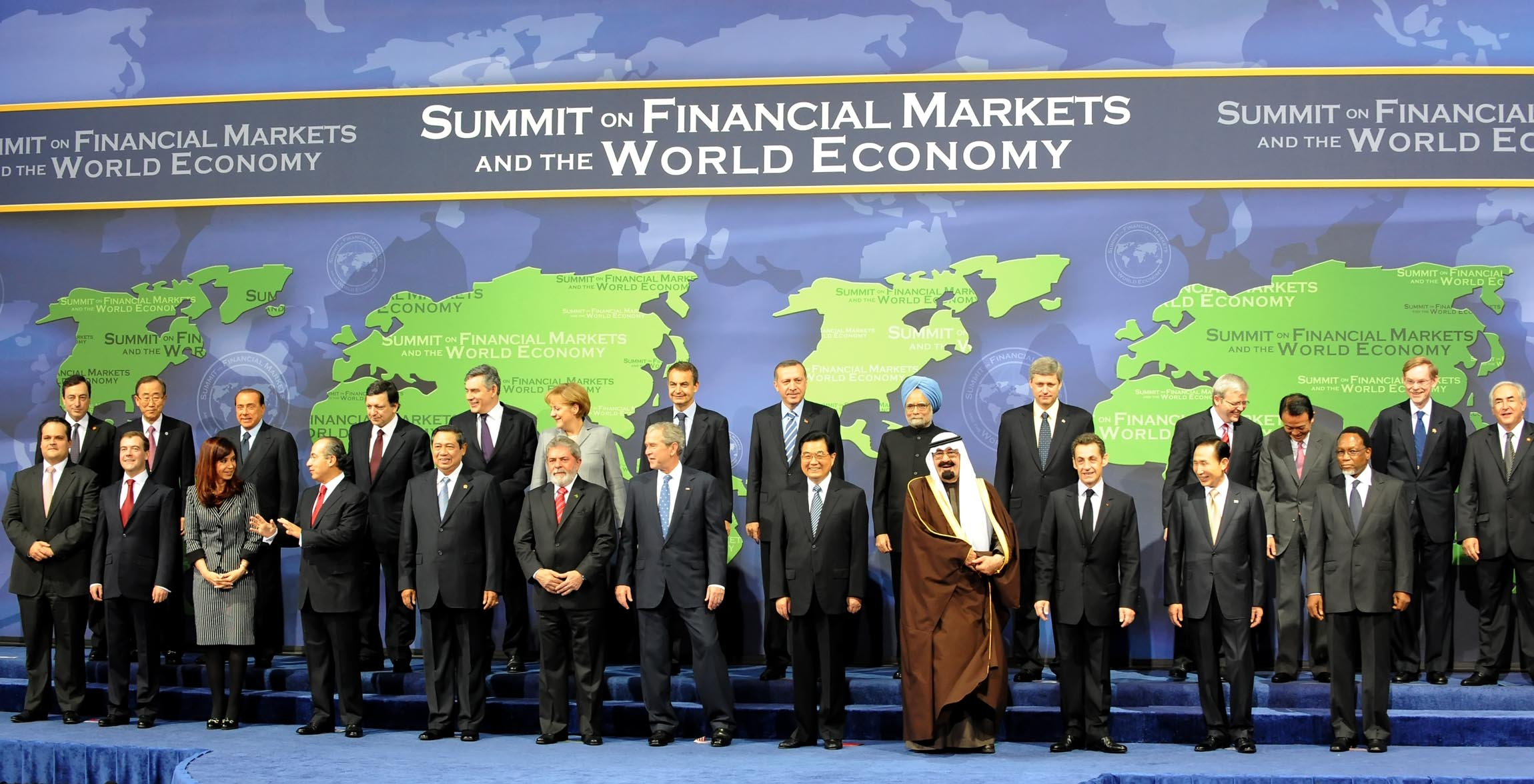
2008年G20ワシントン・サミットに出席した首脳たち。G20のメンバー国のほとんどはミドルパワーとみなされ、同時に数か国は大国に位置づけられる。

ミドルパワー（英語: Middle power）とは、超大国や大国ではないが、一定程度の穏健な国際的影響力を持つ国家を指す。日本語では「中堅国家」と表記されることが多い。

## 概要
ミドルパワー国家の明確な定義は学者や研究者の間で意見が分かれており、一部大国との重複が見られる。アメリカ合衆国、中華人民共和国、ロシア、イギリス、フランスは国際連合安全保障理事会における常任理事国であり、巨大な経済力や強大な軍事力、公式な核兵器の保有などから大国の地位にあると考えられている一方で、超大国とされるアメリカと中国を除きミドルパワーと扱う事例も存在する。日本とドイツは経済力の大きさから一般的には大国と考えられる。イタリアについては評価が分かれており、強力な経済力やG7としての地位から大国の一員であると考える学者もいる。同じくカナダも大国とする場合がある。新興国（グローバルサウス）では、経済力のあるインドやブラジルも大国や列強の一員とする場合がある。

## 一覧
グレートパワー（大国）と一部重なる国家
- イギリス[3]
- フランス[3]
- ロシア[10]
- 日本[11][12][13]
- ドイツ[14][15]
- インド[16][17][18][11]
- カナダ[19][20][21][22][23]
- イタリア[24][25][26]
- ブラジル[27][28][29][30]

ミドルパワー
- アンゴラ[31]
- アルゼンチン[32][33][27]
- アルジェリア[34]
- オーストラリア[24][35][36][19][11]
- オーストリア[24]
- バングラデシュ[31][37]
- ベルギー[24][38][39]
- チリ[38][28]
- コロンビア[38][28]
- チェコ [24]
- デンマーク[24][21][40]
- エジプト[32][41][42]
- エチオピア[43]
- フィンランド[24]
- ギリシャ[44]
- ハンガリー[24][45]
- インドネシア[24][46]
- イラン[47][48][49][50]
- イラク[31]
- イスラエル[35][51][52]
- カザフスタン[31][53][54]
- クウェート[31]
- ルクセンブルク[55]
- マレーシア[56][42][46][57]
- メキシコ[24][27][41][58][59][60]
- モロッコ[61][34]
- オランダ[24][21][40]
- ニュージーランド[62]
- ナイジェリア[56][24][41]
- ノルウェー[24][21][40]
- パキスタン[24][63]
- ペルー[31][64]
- フィリピン[65]
- ポーランド[24][59][66][67]
- ポルトガル[68]
- カタール[69][70]
- ルーマニア[24]
- サウジアラビア[35][71][72]
- シンガポール[73][74]
- 南アフリカ[29][75][76][77][78]
- 韓国[11][79][80][81][82]
- スペイン[24][68]
- スリランカ[31]
- スウェーデン[24][35][40][83]
- スイス[24]
- 台湾[65]
- タイ[65]
- トルコ[41][84]
- ウクライナ[66]
- ベネズエラ[24]
- ベトナム[31][65]